# Опішнянська кераміка

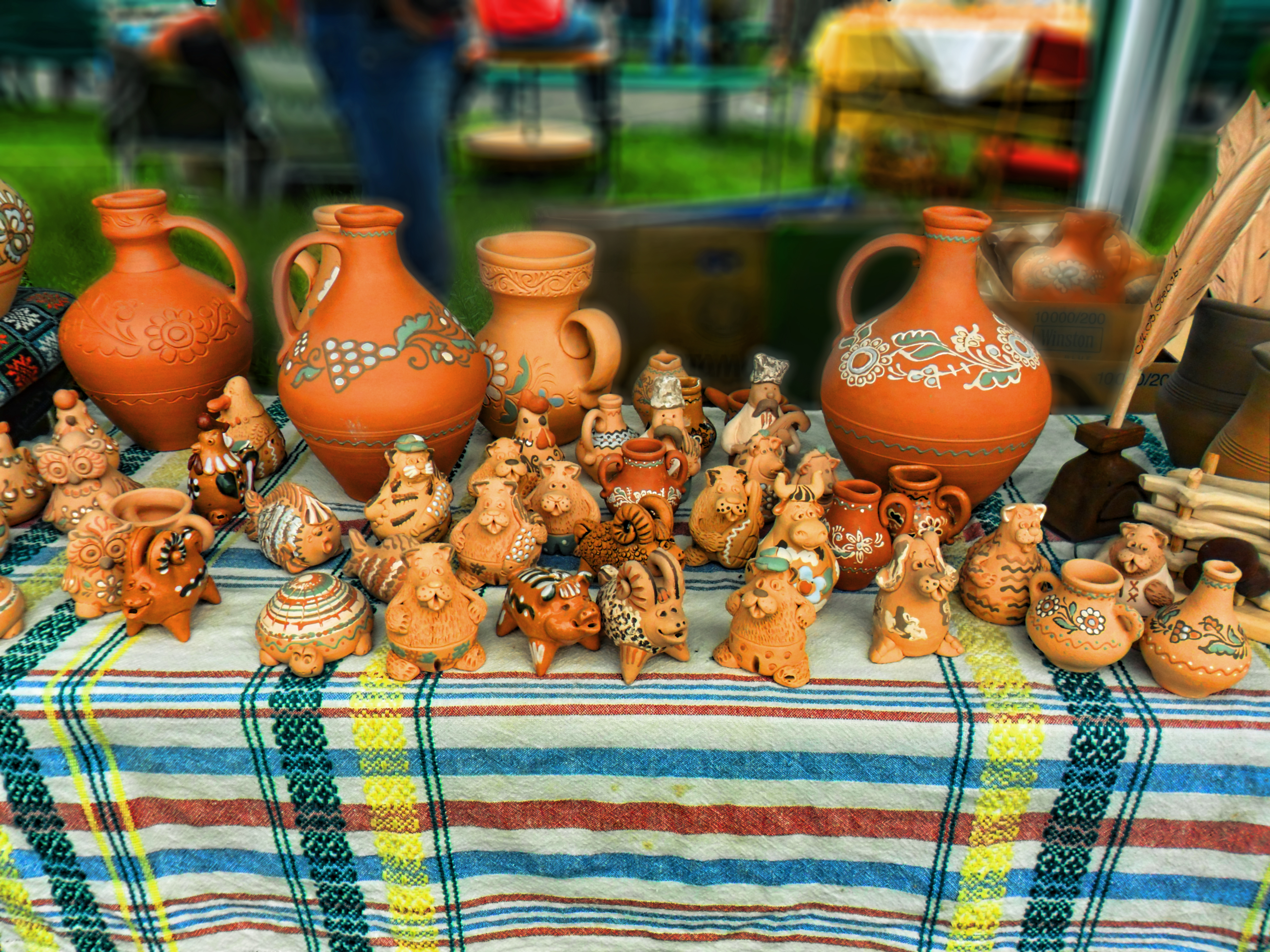
Опішнянська кераміка

Хоругва Опішнянського гончарного цеху.

Опішня́нська кера́міка — традиційна українська кераміка із смт. Опішня на Полтавщині, одного з найбільших осередків виробництва гончарної кераміки в Україні. Об'єкт нематеріальної культурної спадщини України.
Згідно з археологічними знахідками, виявленими на околицях Опішні, територія селища була заселена ще у добу неоліту. Саме тоді набуває широке використання керамічного посуду. Розвиток ж сучасного промислу веде свій початок з кінця 19 століття, коли більшість населення Опішні займалося виробництвом своєрідних декоративних глеків. Сучасні опішнянські керамічні вироби зберегли багате різноманіття форм, серед яких поряд з традиційними національними з'явився ряд нових — вази, декоративні блюда тощо.
Опішнянська кераміка у 2012 році була додана до Національного переліку елементів нематеріальної культурної спадщини України наказ від 14.12.2012 № 1521.

## Історія

### Кінець XIX століття
Найголовнішим пристроєм у роботі гончаря був гончарний круг. До кінця XIX століття в опішнянських гончарів ще зберігалися шльонські круги (архаїчніші), але майстри переважно користувалися волоськими. Вони складалися з трьох найголовніших частин: дерев'яного верхнього круга — «верхняка», нижнього круга — «спідняка», які з'єднувалися між собою віссю — «веретеном», виготовленим з твердих порід дерева.
У 1893 році в Опішні працювало 288 гончарів. Для більшості з них заняття гончарством було єдиним джерелом прибутку.

### XX століття

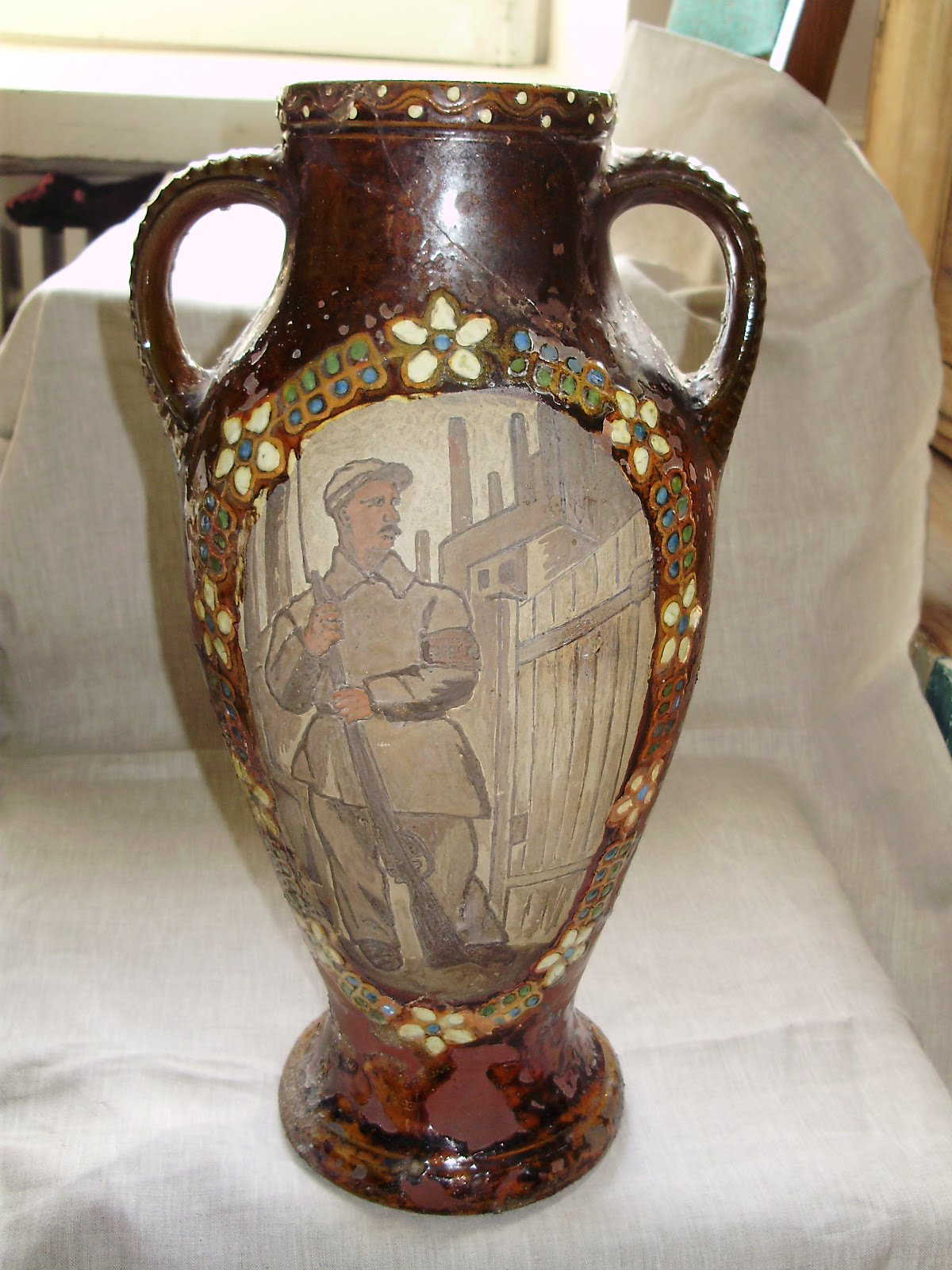
Приклад застосування станкового мистецтва в гончарстві Опішні

Впродовж 20 століття гончарське мистецтво Опішні активно реагувало на нововведення в суспільному та мистецькому житті держави. Знаковим періодом для селища стали 1926—1941 роки: тоді були створені гончарні артілі («Художній керамік», «Червоний гончар»), які пізніше трансформувалися в заводи. Тоді також діяли Опішнянська керамічна кустарно-промислова школа (1925—1926), Опішнянська керамічна промислова школа (1927—1933) та Опішнянська школа майстрів художньої кераміки (1936—1941). Ці гончарні навчальні заклади були провідниками впровадження новацій у технологічний процес гончарного виробництва.
Одним із нововведень стало використання елементів станкового малярства. Подібні процеси відбувалися не без впливу радянської політичної ідеології.
Започаткував впровадження елементів станкового малярства в гончарство Опішні учитель малювання, іконописець та живописець Петро Кононенко, випускник Строганівського училища технічного малювання.
На початку 1930-х років на гончарних виробах під впливом радянської ідеології почали зустрічатися зображення червоноармійців. Наприклад, випускники 1939 року Опішнянської школи майстрів художньої кераміки Оксана Бабич й Олександр Ширай виготовили вазу, на якій зображено двох червоноармійців, що їдуть на білих конях. Протилежна сторона вази оздоблена мальованим контурним квітковим орнаментом. Масове застосування елементів станкового малярства на глиняних виробах Опішні припинилося наприкінці 1930-х років: Петро Кононенко закінчив роботу в селищі.
Голодомор 1932—1933 років став важким випробуванням для опішнянського гончарства. Тоді чимало гончарів виїхало із селища. Зокрема, Іван Бойченко переїхав до Одеси. Артем і Мотрона Каша виїхали в Тбілісі. Складними стали часи й для гончарного шкільництва. Житель Опішні Семен Дацінька, 1917 року народження, згадував:
|  | Я навчався [у Опішнянській керамічній промисловій школі] до 1933 року, бо почали учні помирати з голоду. Мій двоюрідний брат Ємен у 1933 році помер, був учнем також, ми разом сиділи за партою. Я не закінчив школу, ніхто не закінчив, розбігалася вона, голод був. Нам, щоправда, давали [їсти], ми ходили в колгосп, заробляли... Шкільні часи то були, весна була. 1933 рік. Я вторгував за груші 15 карбованців у Полтаві і поїхав у Дніпропетровськ. Робота там була, зварювачем. Кілограм [хліба] давали. Школа розбігалась, більша половина. |

Політичні репресії більшовицької влади 1930-х — 1950-х років не оминули представників гончарства колишнього Опішнянського району. Так, за звинуваченнями в антирадянській агітації були засуджені гончарі із с. Малі Будища Лаврентій Онищенко та Феоктист Мокляк — обоє до розстрілу, Іван Пічка — на 10 років позбавлення волі, гончар із Опішні Федір Задорожний — до шести років позбавлення волі.
Окрім гончарів, політичні репресії зачепили й інших опішнянців, що мали відношення до гончарської справи. Це керівники й працівники гончарних установ — Ларіон Гладиревський, Петро Ширай, Опанас Лисенко; викладачі й випускники гончарної школи — Яків Корицький, Сергій Рева, Григорій Кремпоха, Парасковія Ширай, Любов Острянин. Репресували також і дослідника опішнянського гончарства, керамолога Якова Риженка.
Початок німецько-радянської війни в 1941 році спричинив припинення діяльності Опішнянської школи майстрів художньої кераміки. Відтоді розпочався найдовший період, впродовж якого не діяли гончарні школи. Проте передача професійної майстерності все ж здійснювалася: у 1941—1962 роках переважно у формі артільного, у 1963—1986 роках — заводського учнівства, у 1963 — на початку 1980-х років — виробничого навчання при заводі «Художній керамік» учнів місцевих середніх загальноосвітніх шкіл.
Згідно зі спогадами свідків тих подій, найбільша кількість охочих навчатися в майстерні гончарної артілі «Художній керамік» була в часи німецької окупації, оскільки в містечку пройшли чутки про те, що учнів не забиратимуть до Німеччини на примусові роботи
Перед відступом радянські війська зруйнували керамічний завод. У 1942 році завод було відновлено. В опішнянській гончарній майстерні на 30 кругах працювало понад 130 робітників, переважно жінок та осіб, не придатних для військової служби. Після звільнення селища від німецьких окупантів, 19 жовтня 1943 року, частину учнів, які лишилися в Опішні було мобілізовано на фронт, що негативно позначилось на продовженні гончарного ремесла.
У часи післявоєнної відбудови в артільному та кустарному гончарстві більшості осередків України, у тому числі в Опішні, відбулося тимчасове піднесення. Однак вже до середини 1950-х років потреба в глиняному посуді помітно зменшилась, що пояснювалось газифікацією населених пунктів, виготовлення металевого та фаянсового посуду. Усе це спричинило занепад більшості гончарних осередків України.
У 1963 році опішнянські гончарні артілі «Художній керамік» та «Червоний гончар» було об'єднано й перетворено на завод «Художній керамік». Позитивним аспектом стала механізація видобування глини й підготовки маси для побутових виробів. Але встановлення значних обсягів продукції неминуче позначилося втратою основного — мистецької вартості кераміки.
На початку 1970-х рр. на «Художньому кераміку» працювало близько 330 осіб. Вироби майстрів заводу, та користувалися попитом за кордоном: у 1967 р. підприємство експортувало свої вироби у Канаду, Данію, Бельгію, НДР, Італію, Румунію, Японію, Угорщину.
Гончарського ремесла навчали опішнян навчали зі шкільного віку. На уроках праці в першому-третьому класах діти займалися ліпленням. У старших класах діяли гуртків керамістів. З учнів дев'ятих-десятих класів на добровільних засадах було сформовано два класи. Учні вивчали основи гончарства та проходила практику на керамічному заводі. Така система діяла до 1985 року. Профорієнтаційне навчання не виправдало сподівань — необхідної кількості працівників не було підготовлено.

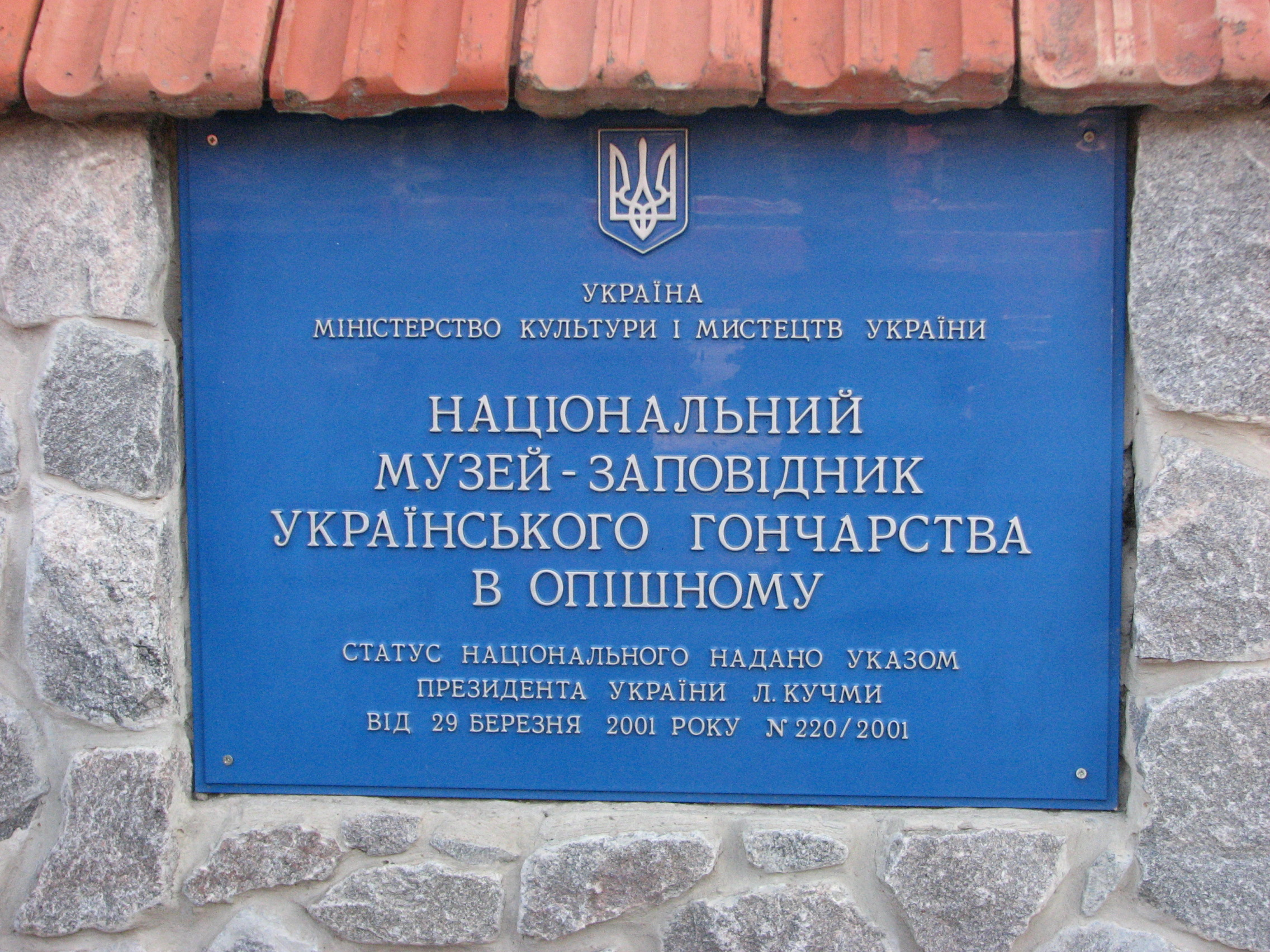
Музей гончарства в Опішному.

11 березня 1986 року в селищі за дорученням Ради Міністрів України засновано Музей гончарства. Він став всеукраїнським центром дослідження, збереження й популяризації гончарської спадщини України.
Починаючи з кінця 1980-х — початку 1990-х рр. керамічний завод охоплює криза, пов'язана з переходом на ринкову систему господарювання. Криза поширилась і на гончарство Опішні: із цього часу його розвитком та передачею вмінь займаються переважно кустарі.
1997 року були зроблені спроби відродити гончарське шкільництво — у структурі Державного музею-заповідника українського гончарства в Опішному було створено перший в Україні спеціалізований навчальний мистецький заклад — «Колегіум мистецтв у Опішні».

### XXI століття

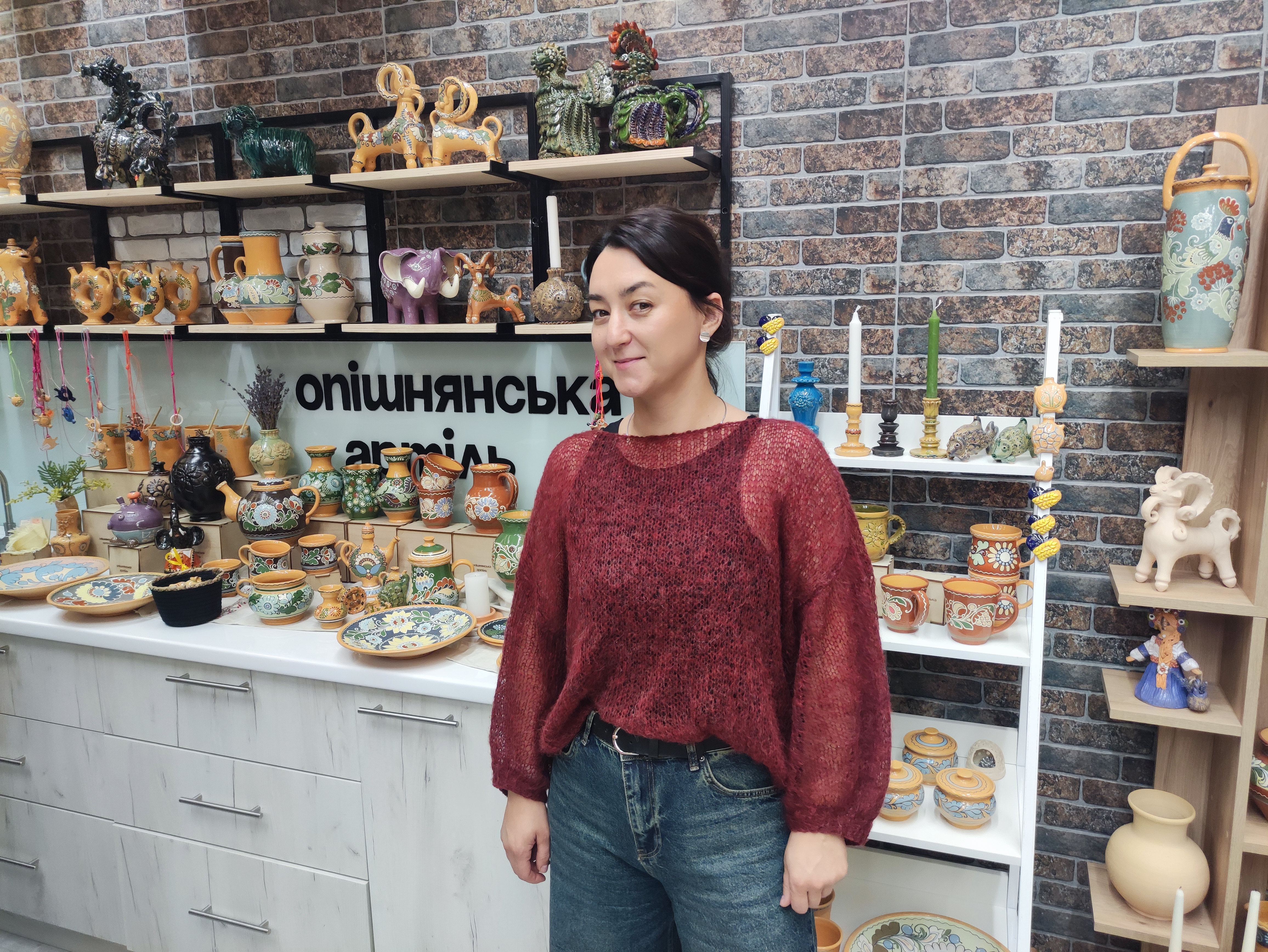
Ольга Плоха з «Опішнянської артілі»

На початку століття опішнянська кераміка має популярність лише як сувенірна продукція. Цим користуються торговці, які під маркою «опішнянська кераміка» продають підробки з Китаю, Туреччини і Донецької області.
З 2002 р. в старому приміщенні «Художнього кераміка» функціонує невелике приватне підприємство «Гончарний круг», працює на заводі близько 40 осіб.

## Технологія виготовлення
Опішнянські гончарі створюють виріб без попередніх ескізів.
Гончарну кераміку виготовляють із місцевого виду глини. Вона має сіруватий колір, а при випалюванні набуває світло-жовтого відтінку.
Кераміка проходить 40-денний цикл виготовлення. Спочатку глину замішують на спеціальному обладнанні. Опісля декількох днів, майстер на гончарному крузі починає формувати виріб. Деякі дрібні приставні частини — ручки, носики, підставки, відтискуються в гіпсових формах, а вже потім прикріплюються рідкою глиною. Після ліплення глина тиждень сохне в природних умовах, без додаткових підігрівів і вентиляцій. Потім виріб випалюється у печі від 850 до 900 °C, після чого його глазурують або розмальовують, а потім ще раз випалюють при такій же температурі. У технології виготовлення існують невеликі розбіжності — частину горщиків розмальовують до першого випалення.
Миски роблять на спеціальних шпиндельних станках. При виготовлені свищика важливо, щоб в середині було повітря.

## Розпис
Опішнянський розпис — це здебільшого рослинний орнамент: квіти, грона, колоски, гілки у вигляді букетів та віночків. Характерними рисами є світло-жовтий колір візерунка, виконаний природним кольором глини, на червоно-коричневому, білому або зеленому фоні. Колір візерунка посилюють контрастами блакитного, темно-коричневого, яскраво-зеленого, синього або чорного і поливають прозорою поливою.
Переважно кераміку розписують великим рослинним орнаментом, що складається з нескладних геометричних мотивів, без різких ламаних ліній. Форма квітів — умовна за формою, часто близька до українських настінних розписів.
Розписують вироби традиційно жінки. Для розпису використовують кольорові глини-ангоби. вироби, сформовані на гончарному крузі, спершу поливають рідкою кольоровою глиною, яка створює рівномірний тон. Після другої просушки їх розписують за допомогою гумової груші з соломинкою на кінці. Майстриня ставить виріб на гончарний круг і, обертаючи, наносить лінії. Потім, тримаючи виріб на колінах, малює візерунок, починаючи з найбільших елементів, які є опорою всієї композиції. Після закінчення нанесення контурного малюнка, його розфарбовують. Труднощі виконання розпису полягають у тому, що справжній колір ангоба виявляє під глазур'ю лише після випалу.
Для розпису мисок застосовують оригінальну техніку — «фляндрівку» (нанесення кольорів на черепок з подальшим їх розтягуванням спеціальним дротяним гачком). Виріб занурюють у червону глину, ставлять на гончарний круг і починають розписувати. Лінії «розтягують» мідним гачком. Фарба тонкими лініями входить одна в одну, створюючи візерунки. Ця техніка потребує швидкості, уважності, адже виправлення тут неможливі.
Свищики розписують так само, як і посуд, тільки більш дрібним і простим орнаментом.

## Основні групи виробів
Димлена кераміка — випалена за спеціальною технологією (без доступу повітря), виникла як альтернатива традиціям античної кераміки, і вже на початку нашої ери мала свої осередки на території України та сучасних держав Європи. В Україні 18- 19 століттях вона успішно конкурувала із традиційною полив'яною керамікою.
Поливаний мальований посуд — горщики, глечики, миски, дзбанки, куманці, барильця — розписаний ангобами у техніці ріжкування або фляндрівки, переважно рослинним орнаментом.
Фігурний посуд — стилізовані зображення тварин: леви, барани, бики — зліплений з гончарних деталей, розписаний або оздоблений фактурним ліпним декором і кольоровими поливами.
Іграшки та дрібна скульптура — ліплені від руки, розписані у тому ж стилі, що й посуд, поливані.
|         |                  |                 |
| Іграшка | Димлена кераміка | Поливаний посуд |

## Представники та організації

### XX століття
- Шульженко Тихін — український майстер кераміки кінця XIX — початку XX століття.
- Шиян Ольга Галактіонівна (1914—2001) — майстер народної керамічної іграшки та скульптури.
- Селюченко Олександра Федорівна (1921—1987) — українська керамістка, народна майстриня.
- Поросний Василь Васильович (1873—1942) — український радянський народний майстер художньої кераміки.
- Пошивайло Гаврило Ничипорович (1909—1991) — представник опішнянської школи художньої кераміки.
- Пошивайло Явдоха Данилівна (1910—1994) — гончарна малювальниця, представниця опішнянської школи художньої мальовки.

### XXI століття
- Омеляненко Василь Онуфрійович (нар.1925) — опішнянський гончар, заслужений майстер народної творчості Української РСР, лауреат Премії імені Данила Щербаківського, Національної премії України імені Тараса Шевченка.
- Китриш Михайло Єгорович (нар.1936 рік) — український гончар, скульптор, лауреат Національної премії України імені Тараса Шевченка.
- Іван Іванович Лобойченко (нар.1957), Микола Петрович Варвинський (нар.1973)[21] — представники молодшої генерації опішнянських гончарів.

- «Опішнянська артіль» — міні-завод на території Опішнянської територіальної громади в селі Малі Будища.[22] Відкрилася 2023 року.[23] Натхненником й ініціатором відновлення артільного виробництва є Микола Миколайович Різник, голова Опішнянської громади.[24] Директором підприємства є Плоха Ольга Василівна, випускниця академії Михайла Бойчука в Києві. Майстри гончарі та малювальниці: Гармаш Валентина, Лобойченко Валентина, Мороховець Олена, Грипич Артем, Гурин Наталія, Наталія Орленко, Громовий Дмитро, Чех Лариса.

## Кераміка у творах мистецтва

### Філателія
1963 року була надрукована серія із 4 марок на тему декоративно-ужиткового мистецтва республік СРСР. Серед них марка номіналом 6 копійок автора Євгена Комарова «Опішнянська кераміка (Українська РСР)». Тираж становив 3 млн штук.
2007 року Катериною Штанко була створена марка «Свищик» номіналом 5 копійок.
|                                        |                          |
| Марка «Опішнянська кераміка», 1963 рік | Марка «Свищик», 2007 рік |

## Галерея

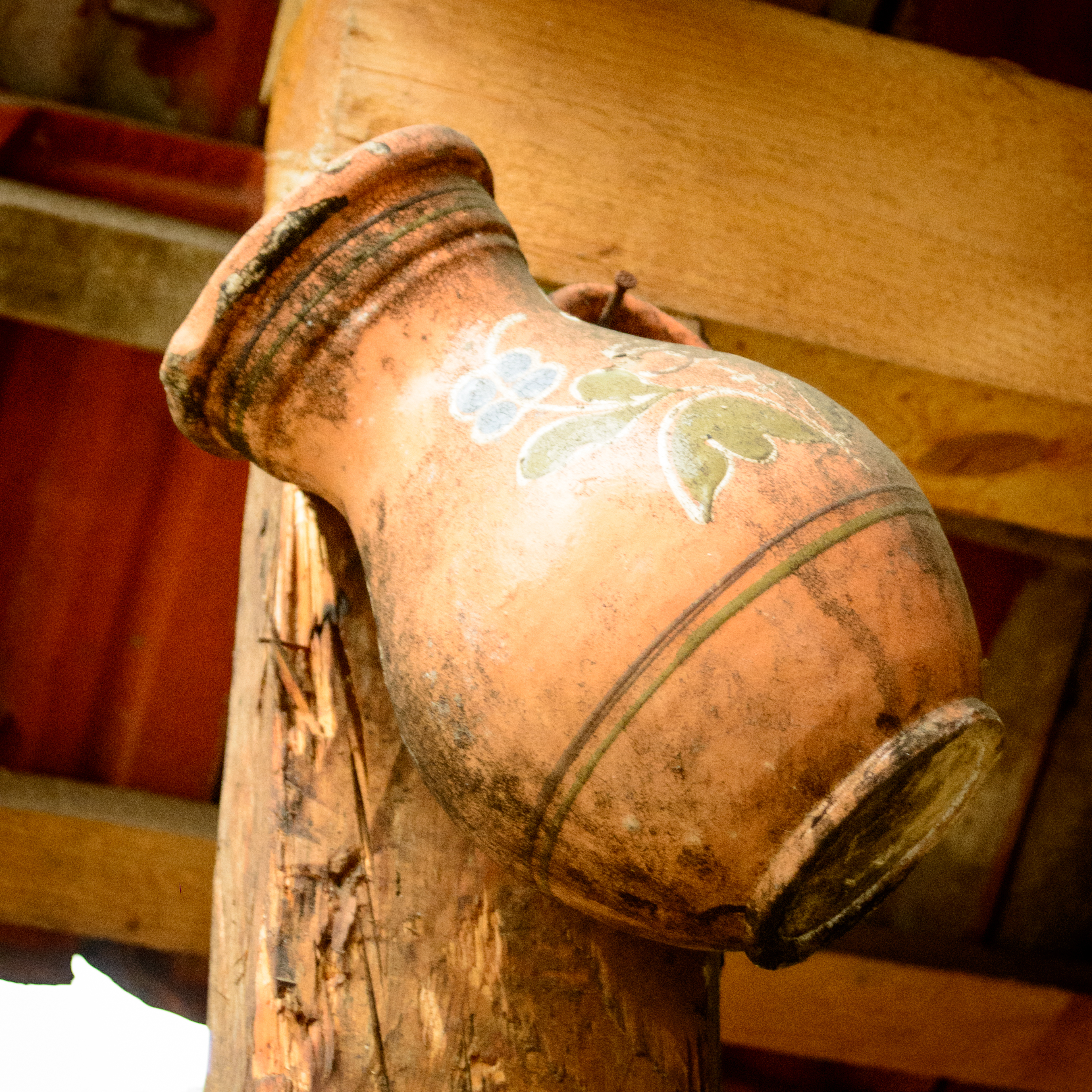
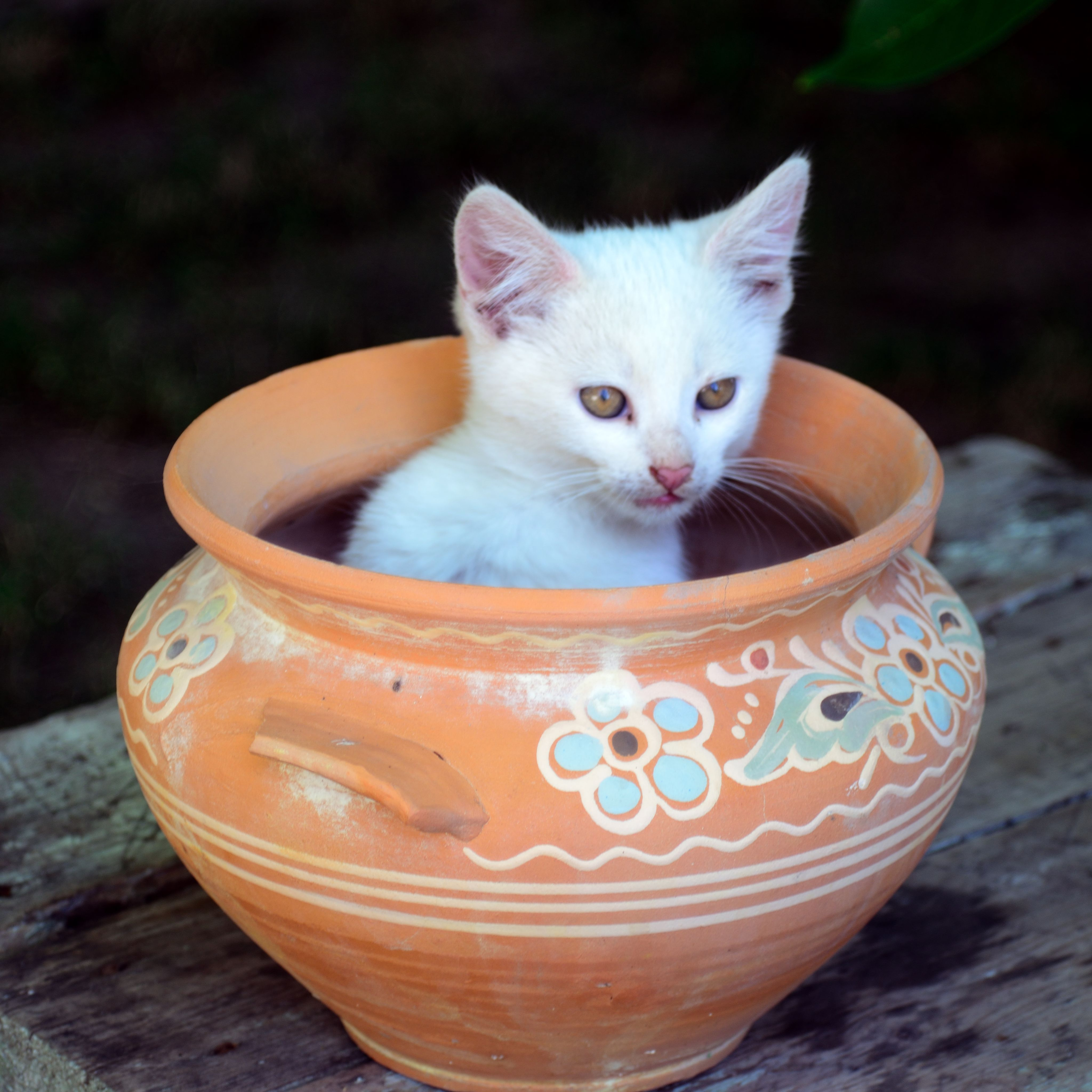
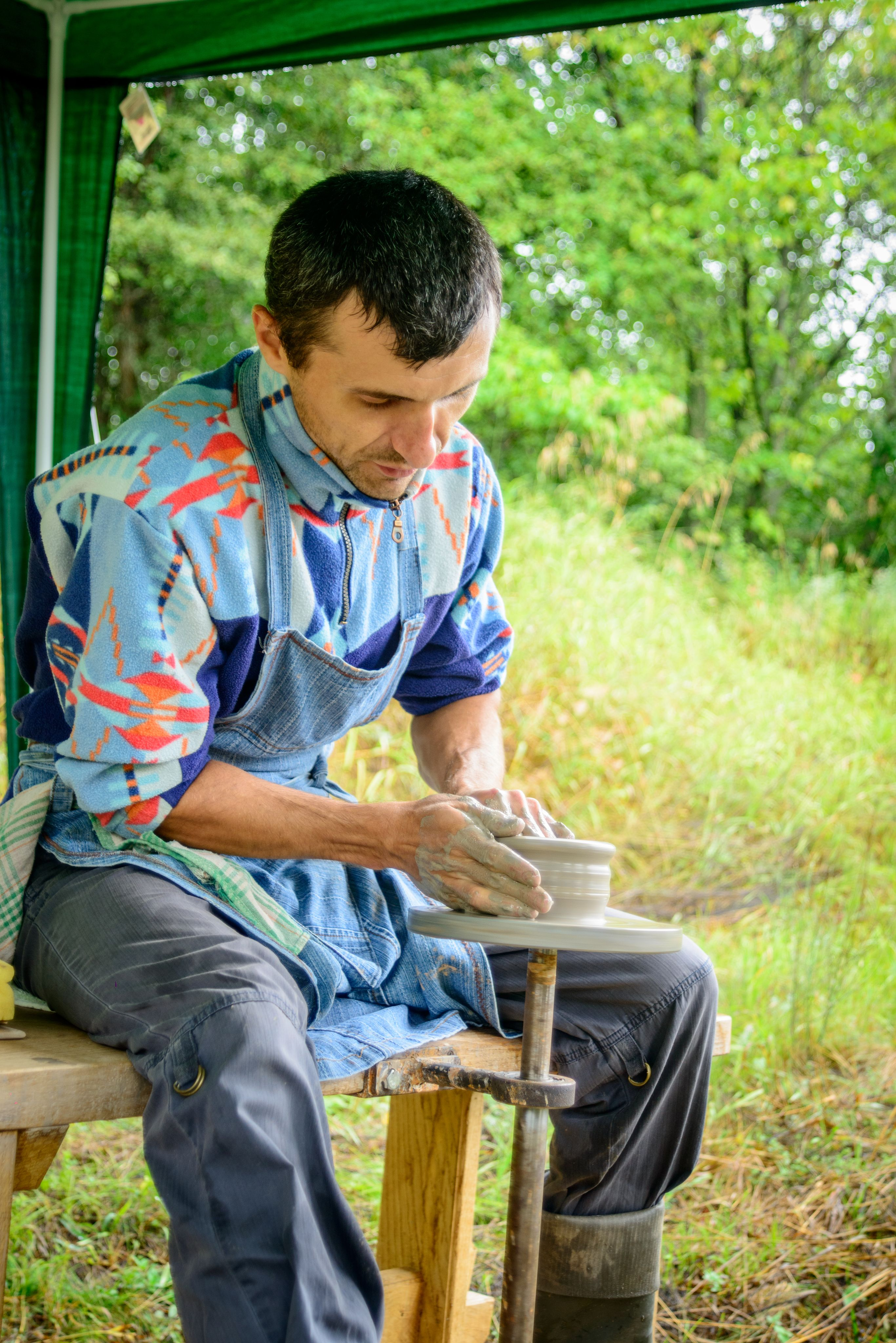
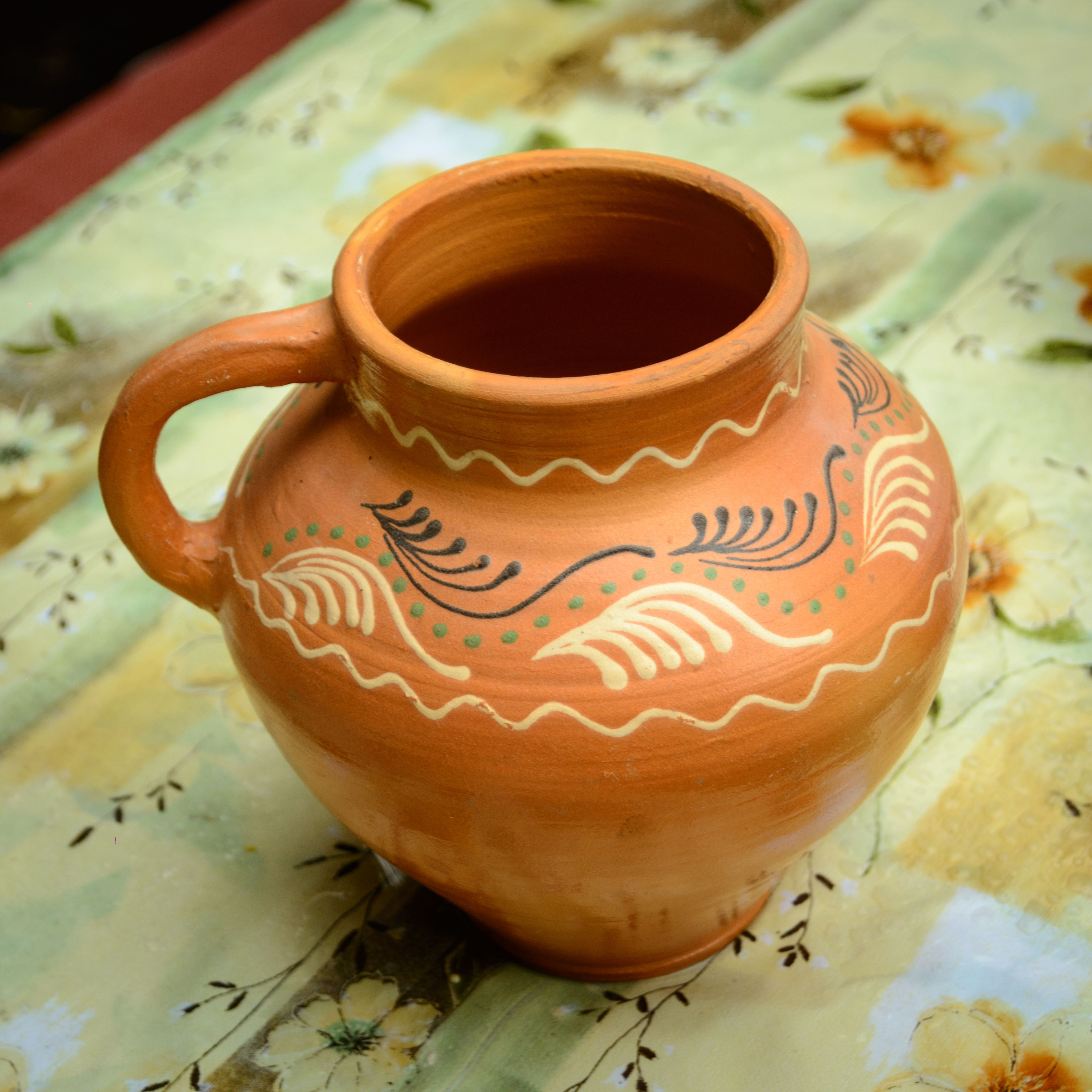
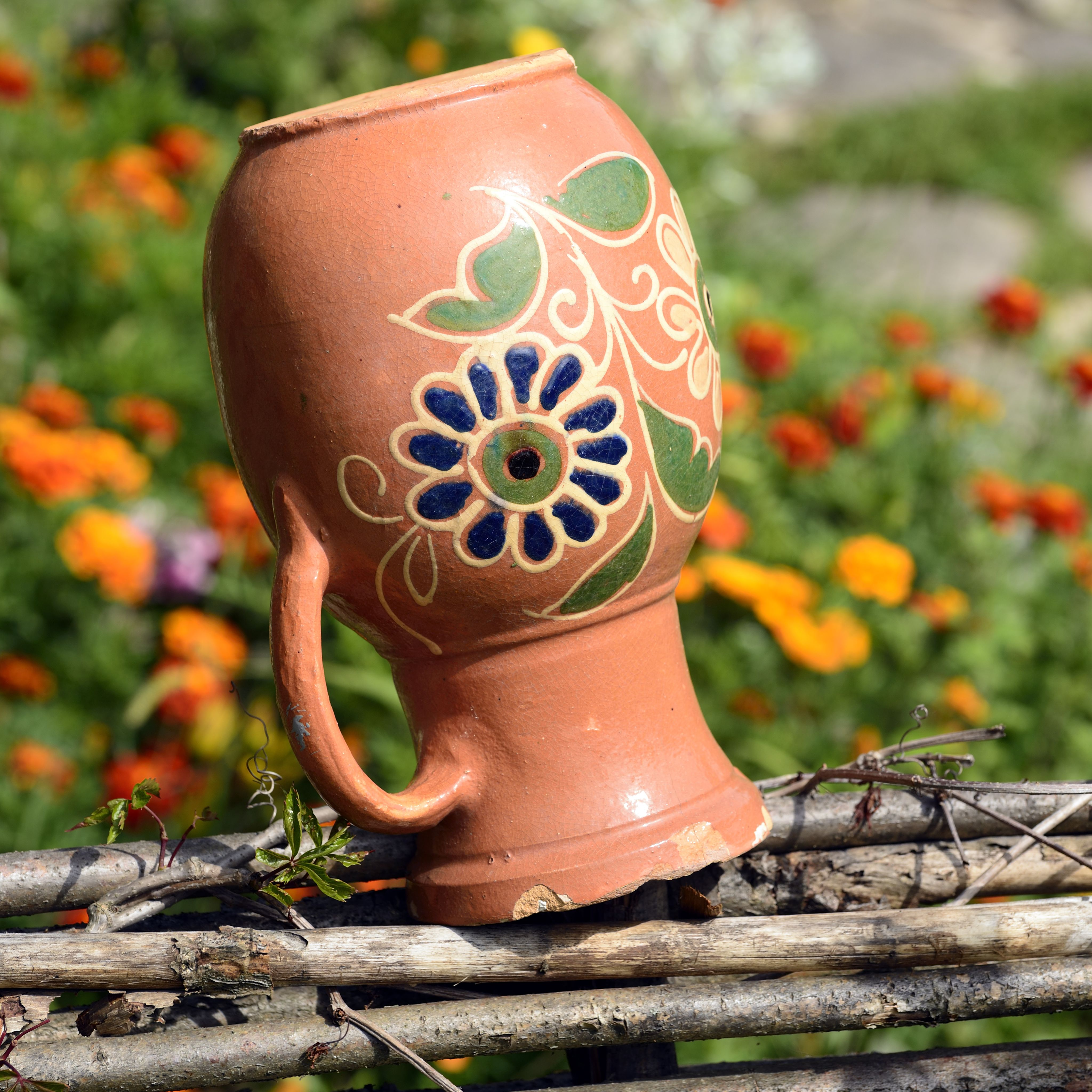
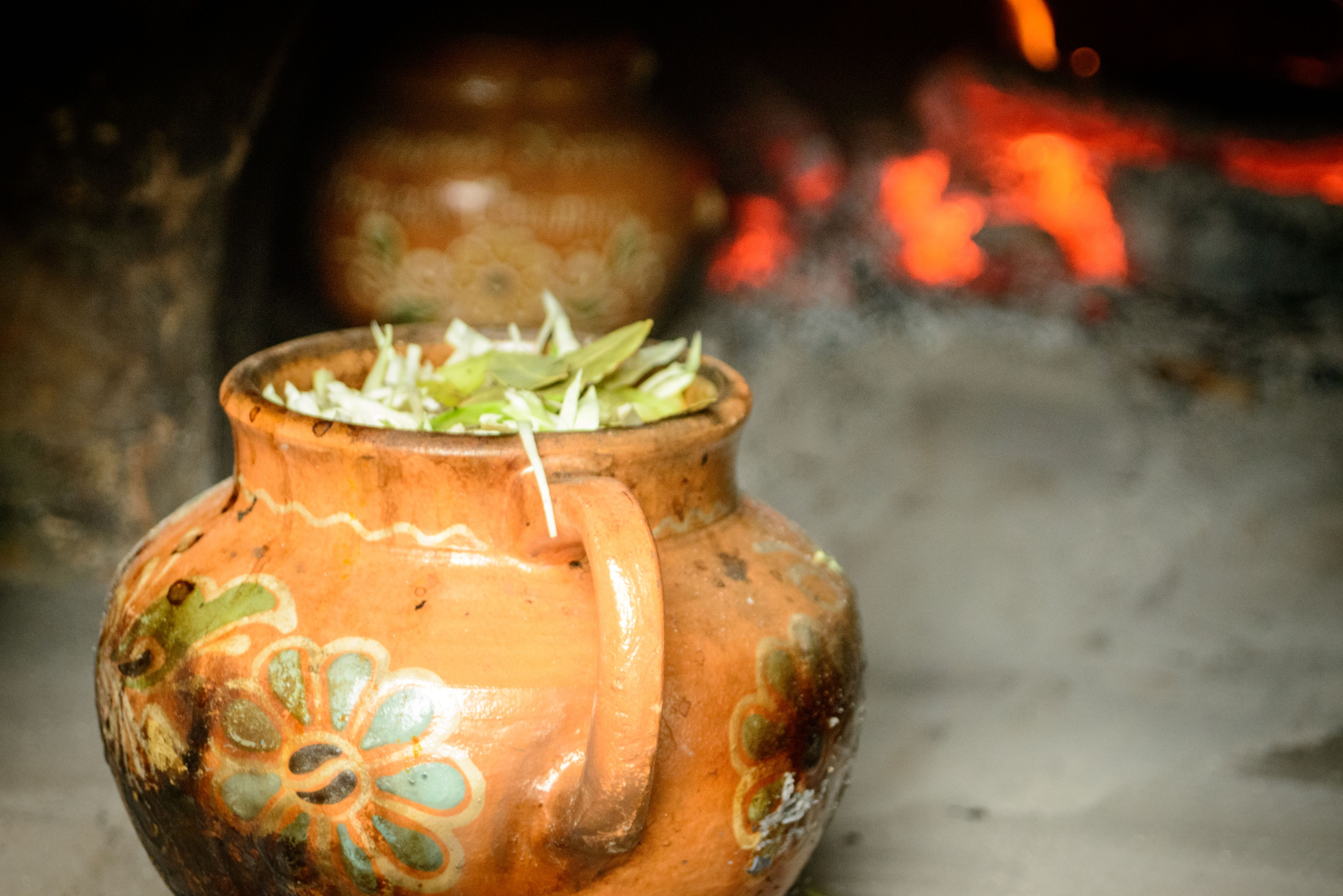
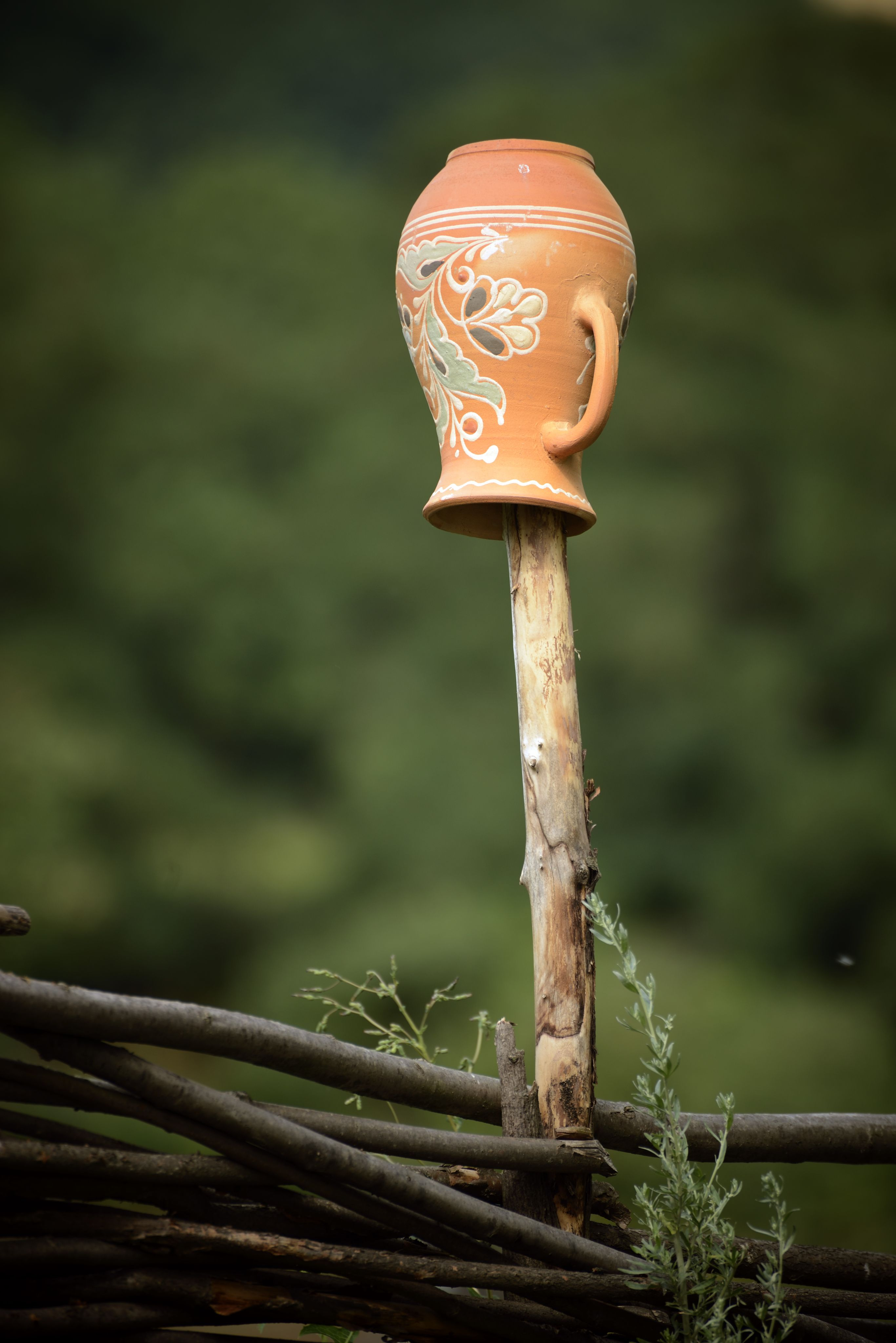
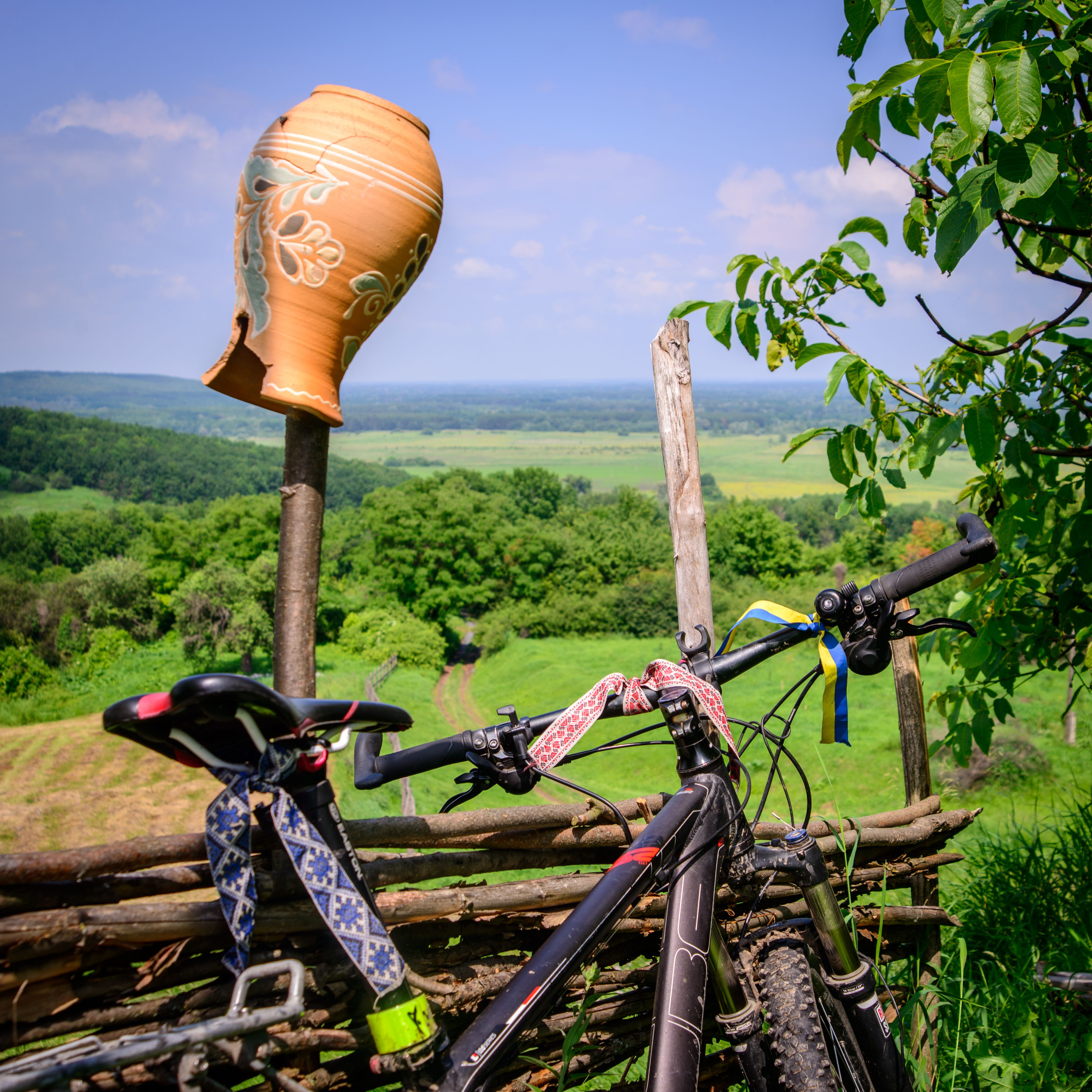
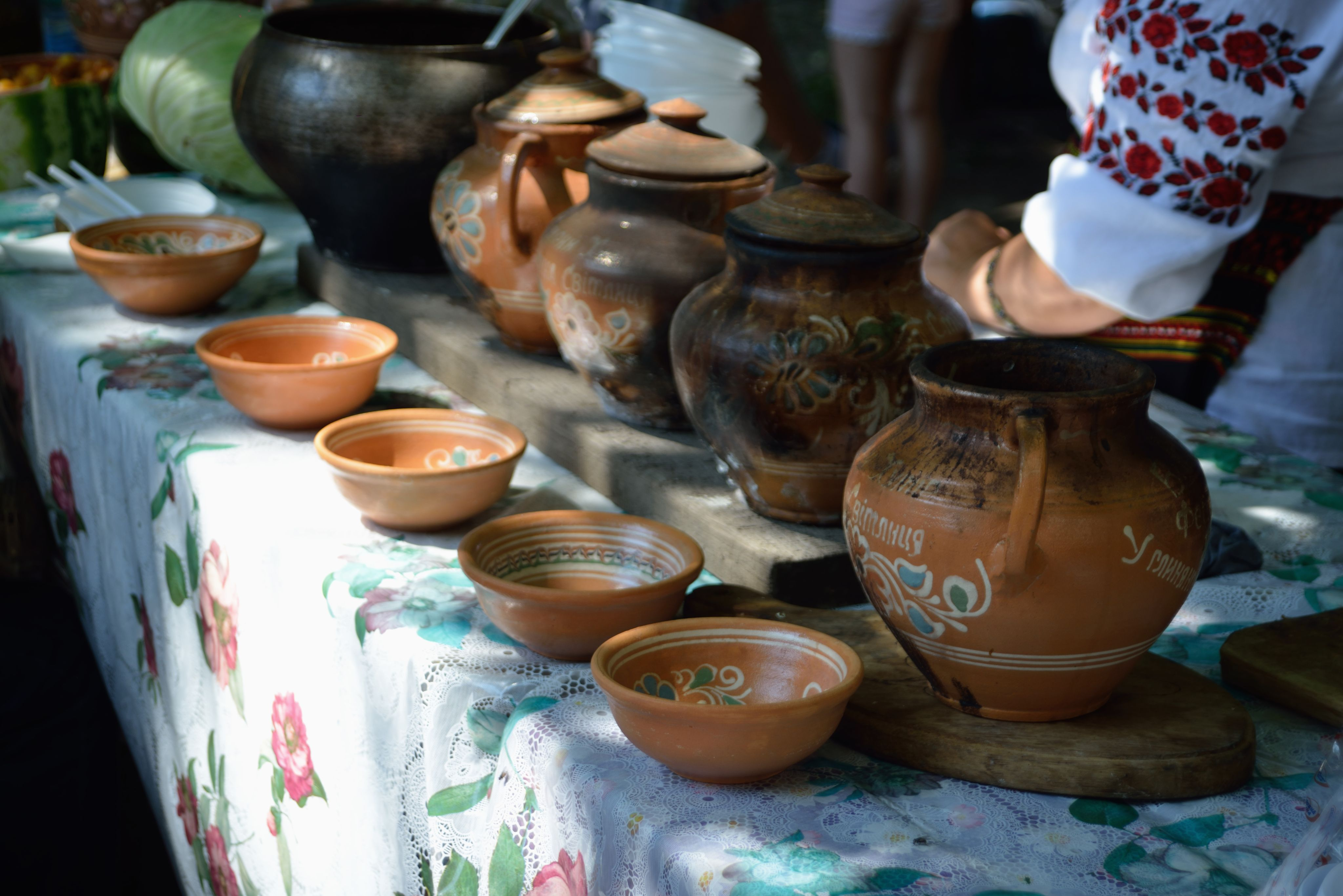
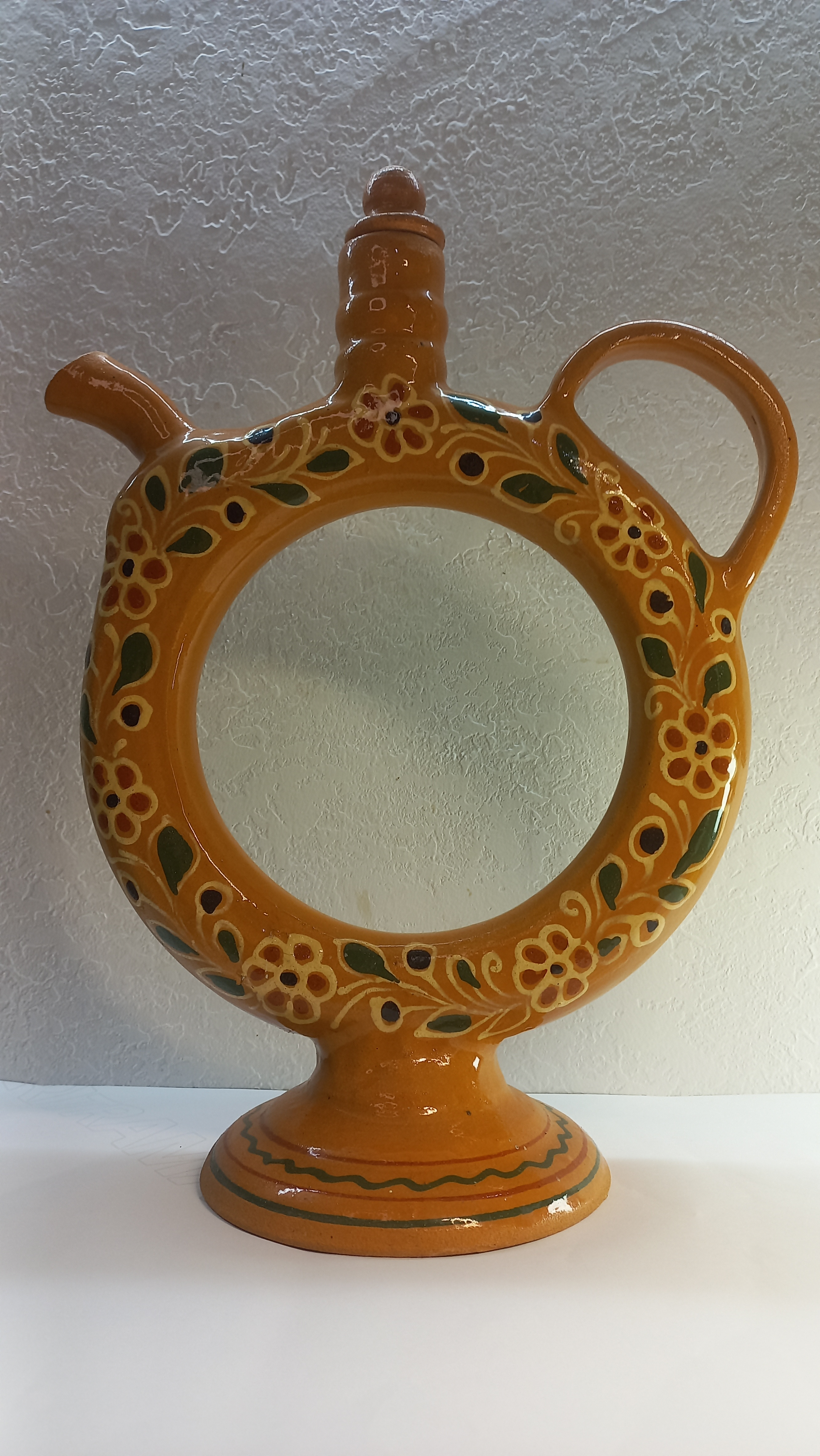
Куманець
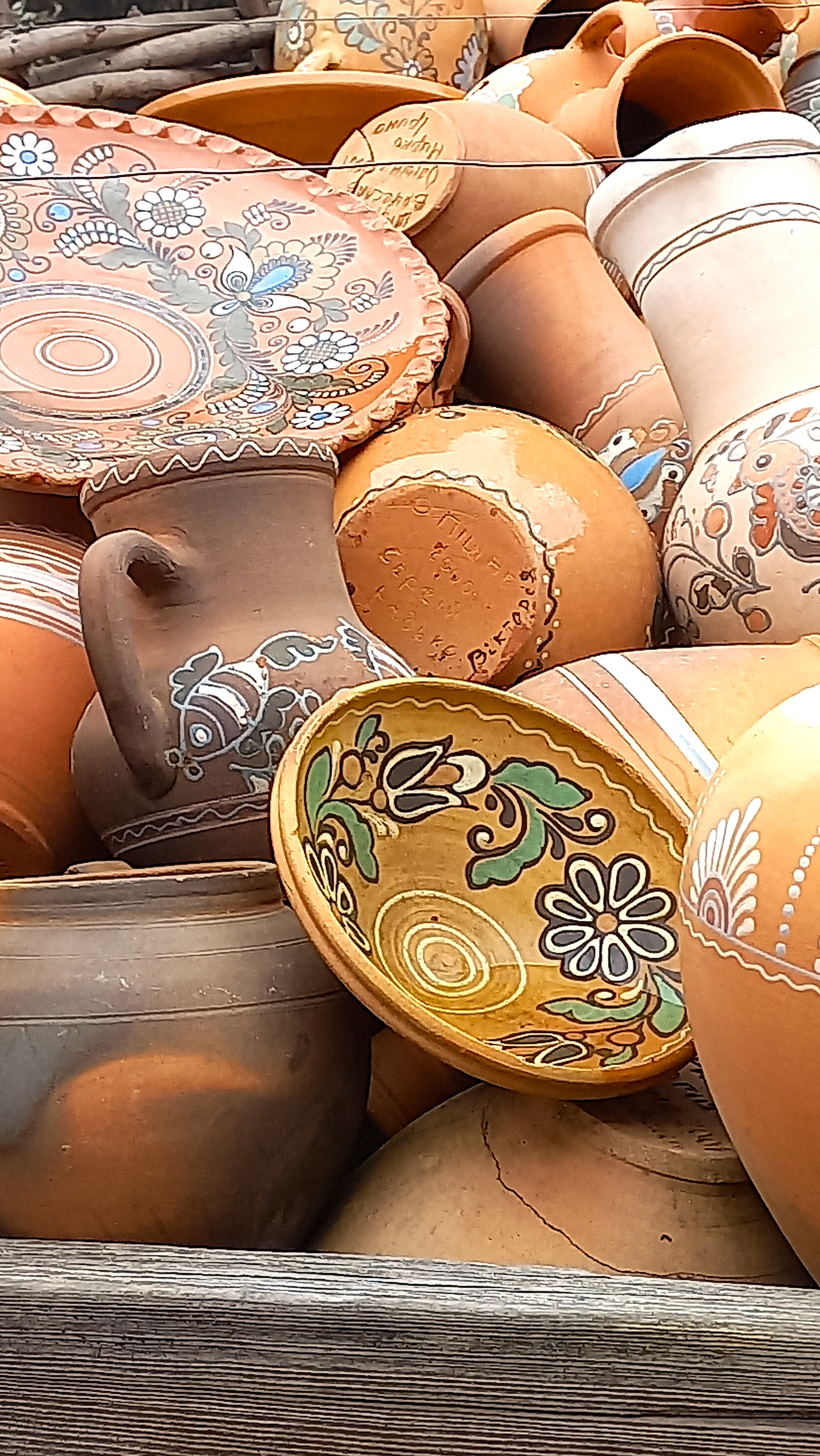
Посуд з опішнянським розписом
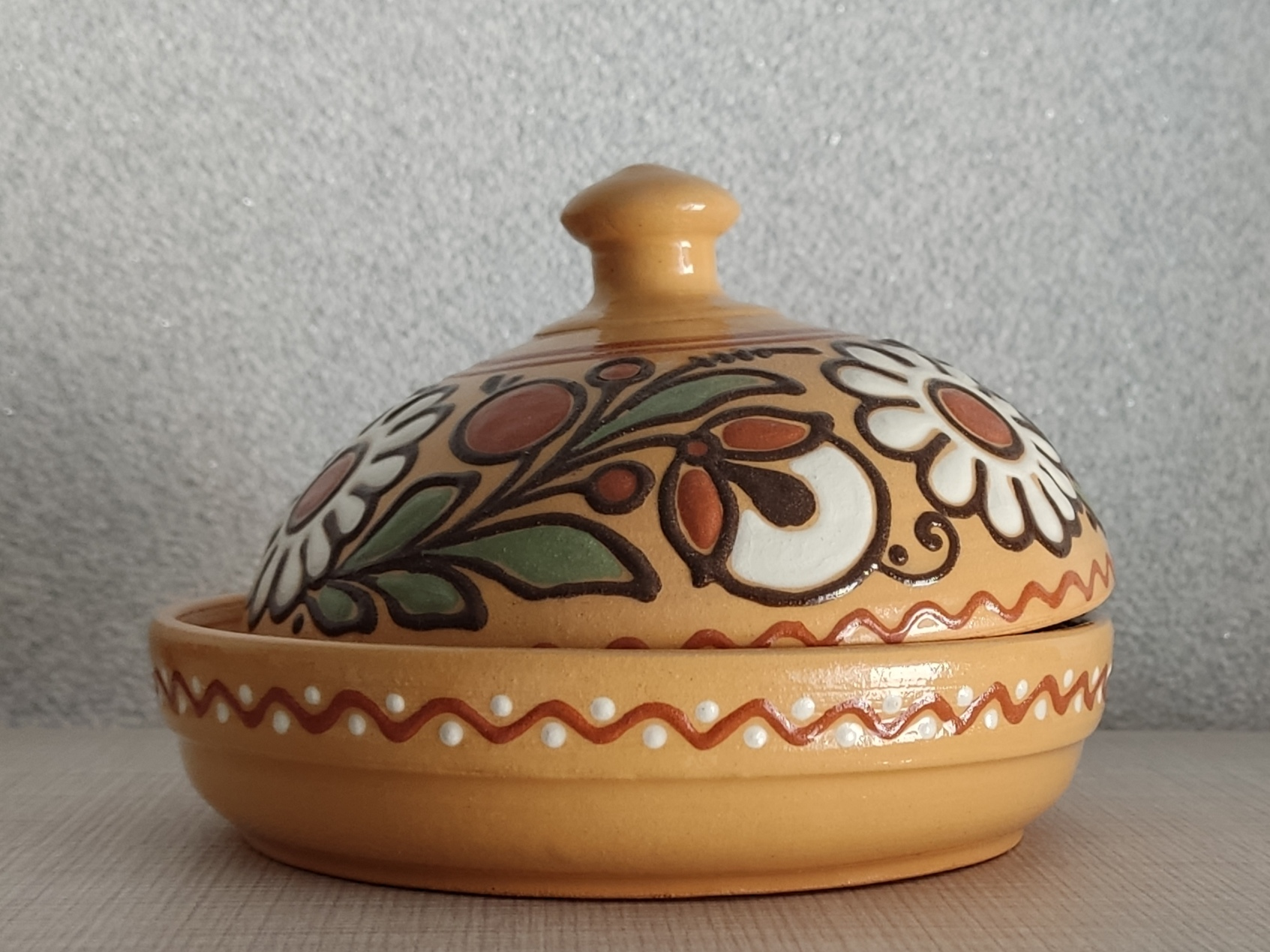
Маслянка з рослинами